# تجربة اختبار بيل

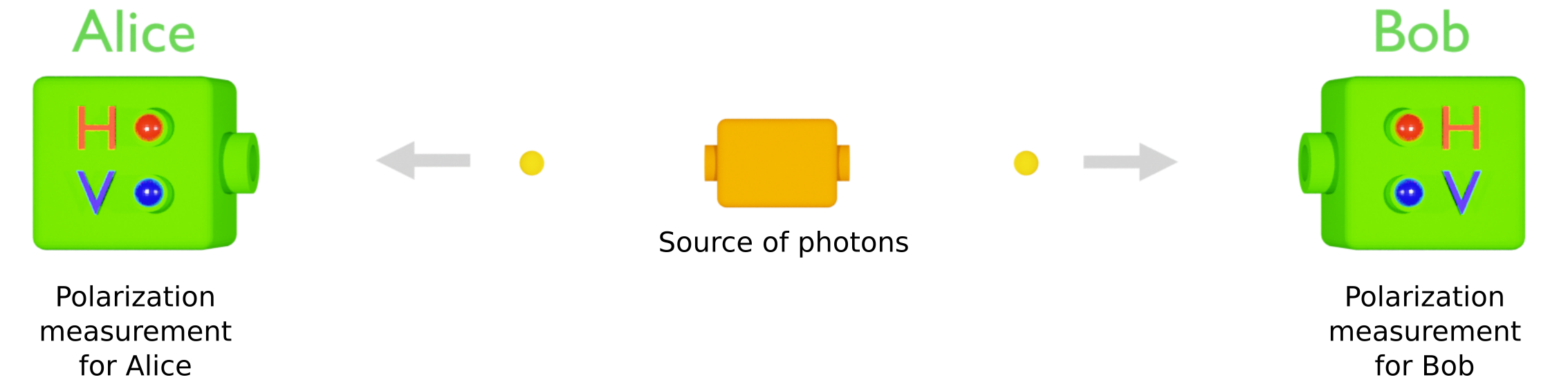
رسم تخطيطي لاختبار بيل حيث يتم استخدام الاستقطاب للاختبار

تجربة اختبار بيل أو فقط اختبار بيل هي تجربة فيزيائية حقيقية تم تصميمها لاختبار نظرية ميكانيكا الكم في ما يتعلق بمفهومين آخرين: مبدأ المحلية ومفهوم اينشتاين «المحلية الواقعية». تختبر التجارب ما إذا كان العالم الحقيقي يرضي الواقعية المحلية أم لا، الأمر الذي يتطلب وجود بعض المتغيرات المحلية الإضافية (وتسمى «خفية» لأنها ليست سمة من سمات نظرية الكم) إلى تفسير سلوك الجسيمات مثل الفوتونات والإلكترونات. وفقا لنظرية بيل، إذا كانت الطبيعة تعمل فعليًا وفقًا لأي نظرية للمتغيرات المخفية المحلية، فستكون نتائج اختبار بيل مقيَّدة بطريقة خاصة قابلة للقياس الكمي.  إذا كان قد تم إجراء اختبار بيل في المختبر ولم تكن النتائج مقيدة، فهذا يعني أنها لا تتفق مع فرضية وجود متغيرات خفية محلية. مثل هذه النتائج ستدعم الموقف القائل بأنه لا توجد طريقة لشرح ظاهرة ميكانيكا الكم من حيث الوصف الأكثر جوهرية للطبيعة والذي يتماشى مع قواعد الفيزياء الكلاسيكية. تم إجراء العديد من أنواع اختبار بيل في مختبرات الفيزياء، وغالبًا بهدف تحسين مشاكل التصميم التجريبي أو التركيب الذي قد يؤثر من حيث المبدأ على صحة نتائج اختبارات بيل السابقة. هذا هو المعروف باسم «إغلاق الثغرات في تجارب اختبار بيل».
في تجربة جديدة أجريت في عام 2016، حيث شارك أكثر من 100,000 متطوع في لعبة فيديو عبر الإنترنت تستخدم الخيارات البشرية لإنتاج البيانات للباحثين الذين يجرون اختبارات مستقلة متعددة في جميع أنحاء العالم. حتى الآن، هذه التجربة، وجميع اختبارات بيل السابقة، وجدت أن فرضية المتغيرات المحلية المخفية غير متناسقة مع الطريقة التي تتصرف بها الأنظمة الفيزيائية.

## كتب
- J. Barrett؛ D. Collins؛ L. Hardy؛ A. Kent؛ S. Popescu (2002). "Quantum Nonlocality, Bell Inequalities and the Memory Loophole". Phys. Rev. A. ج. 66 ع. 4: 042111. arXiv:quant-ph/0205016. Bibcode:2002PhRvA..66d2111B. DOI:10.1103/PhysRevA.66.042111.
- J. S. Bell (1987). "Speakable and Unspeakable in Quantum Mechanics". Cambridge University Press. {{استشهاد بدورية محكمة}}: الاستشهاد بدورية محكمة يطلب |دورية محكمة= (مساعدة)
- D. Kielpinski؛ A. Ben-Kish؛ J. Britton؛ V. Meyer؛ M.A. Rowe؛ C.A. Sackett؛ W.M. Itano؛ C. Monroe؛ D.J. Wineland (2001). "Recent Results in Trapped-Ion Quantum Computing". arXiv:quant-ph/0102086. Bibcode:2001quant.ph..2086K. {{استشهاد بدورية محكمة}}: الاستشهاد بدورية محكمة يطلب |دورية محكمة= (مساعدة)
- P.G. Kwiat؛ E. Waks؛ A.G. White؛ I. Appelbaum؛ P.H. Eberhard (1999). "Ultrabright source of polarization-entangled photons". Physical Review A. ج. 60 ع. 2: R773–6. arXiv:quant-ph/9810003. Bibcode:1999PhRvA..60..773K. DOI:10.1103/PhysRevA.60.R773.